# Processo Hidrogenofosfito de dimetilo
O processo hidrogenofosfito de dimetilo é um método químico que utiliza tricloreto de fósforo e metanol como matérias-primas. É uma rota de fabricação e manufatura a partir da reação de Michaelis, usada para a elaboração de organofosfonato, em escala industrial, e de éter.